# 던칸 맥래
던칸 맥래(Duncan Macrae, 1905년 8월 20일 ~ 1967년 3월 23일)는 영국의 희극 배우, 연극 배우, 영화배우, 텔레비전 배우이다.

## 영화
- 서른은 위험한 나이 (1968년)
- 007 카지노 로얄 (1967년)
- 최고의 적수 (1961년)
- 수도사 바비 (1961년)
- 턴스 오브 글로리 (1960년)
- 키드내피드 (1960년)
- 하바나의 사나이 (1959년)
- 위스키 거로어 (1949년)